# Mike Leigh
Mike Leigh OBE (Brocket Hall, 20 de febrero de 1943) es un director de cine y teatro británico.

## Biografía

### Primeros años
Leigh nació en el seno de una familia judía inmigrante. De hecho, su apellido original era Lieberman pero se cambió antes del nacimiento de Leigh. Su padre el doctor Alfred Abraham Lieberman trabajaba como médico en la zona trabajadora de Salford, cerca de Mánchester.
Pasó por la Royal Academy of Dramatic Art, la Camberwell School of Art, en la Central School of Art and Design y la London International Film School Leigh antes de debutar a finales de los años 60 como director, representando dramas y comedias sociales tanto en el teatro como en la televisión. En los capítulos hechos para televisión, elegía a su actriz fetiche Alison Steadman (con la que se casaría en 1973) y solía escoger prototipos de la clase obrera londinense.

### Carrera
Después de la experiencia televisiva, Leigh debuta en la gran pantalla con Bleak Moments (1972). Ya desde sus inicios dejó claro cuál iba a ser el estilo Mike Leigh: lectura social y urbana y centrando el argumento en los problemas habituales de la clase media británica.
En principio, Leigh no sería entendido y, después del fracaso de su primer film, Leigh tuvo que volver a realizar telefilms como Hard Labour (1973), Nuts in may (1976), Abigail’s Party (1977), Meantime (1984) o Four days in July (1985). Siempre con el sello característico de Leigh: la sátira e ironía sobre el día a día del trabajador británico en plena época de Margaret Thatcher.
No sería hasta la segunda mitad de la década de los 80 cuando Leigh volvería a probar suerte con el cine. Sería con Grandes ambiciones (High Hopes, 1986), una sátira por la que Mike Leigh fue premiado en el Festival de Venecia.
La década de los 90 ofrecería al público mundial conocer la figura de Mike Leigh. La vida es dulce (Life Is Sweet, 1990), Indefenso (Naked, 1993), marcaron ese estilo. Precisamente con este último film se ve al Leigh más sarcástico y absurdo. Por Indefenso el director consiguió el premio al mejor director y David Thewlis el de mejor actor en Festival de Cannes.
Pero sería con Secretos y mentiras (Secrets and Lies, 1996) por el que confirmarían al autor inglés como uno de los mejores cineastas de su país. De hecho, Secretos y mentiras fue una de las grandes irrupciones en la nominación de los Oscar al conseguir cinco nominaciones, entre ellos la de mejor película. Aparte de esto, la película consiguió también la Palma de Oro en Cannes, y el premio como mejor actriz para Brenda Blethyn.
Los siguientes títulos de Leigh serían Dos chicas de hoy (Career Girls, 1997), film sobre el encuentro entre dos antiguas amigas universitarias, y Topsy-Turvy (1999), un biopic sobre los compositores W. S. Gilbert y Arthur Sullivan. Esta película estuvo nominada cuatro estatuillas del premio Oscar (entre ellas a Mike Ligh en la categoría la de mejor guion original). Al final, ganaría la de mejor maquillaje y la mejor dirección artística.
En el siglo XXI, Leigh realizaría Todo o nada (All Or Nothing, 2002) y El secreto de Vera Drake (2004), película sobre el aborto. Por Vera Drake Mike Leigh volvería a ser nominado a los Oscar como mejor director y guionista, al igual que la actriz Imelda Staunton en el apartado de mejor actriz principal.
En 2005, Leigh volvió al teatro después de muchos años de ausencia con la obra Two Thousand Years estrenada en al Royal National Theatre de London. Una obra que provocó un escándalo sin precedentes al narrar la historia de una familia judía cuando uno de sus miembros más jóvenes encuentra el camino de la religión más fervorosa.
Sus dos siguientes y más recientes películas recibieron también nominaciones para un Oscar. Un cuento sobre la felicidad (Happy-Go-Lucky, 2008), comedia dramática que se centra en una alegre y optimista maestra de educación primaria, y sus relaciones con la gente que la rodea, principalmente su maestro de manejo. El largometraje fue muy bien recibido por la crítica, resultando en varios premios para Leigh, la actriz principal Sally Hawkins y el actor secundario Eddie Marsan. Un año más (Another Year, 2010), fue además considerada para Cannes y los BAFTA, entre muchos otros. Retrata la vida de una felizmente casada pareja, a lo largo de las 4 estaciones del año, y su relación con sus colegas, amigos y familiares. En ella tiene una breve aparición Imelda Staunton (Vera Drake).

## Filmografía
- Bleak Moments (1971)
- Hard Labour (1973)
- Nuts in May (BBC Play for Today, 1976)
- Abigail's Party (BBC Play for Today, 1977)
- Grown-Ups (1980)
- Meantime (1983)
- The Short and Curlies (1987)
- Grandes ambiciones (High Hopes) (1988)
- La vida es dulce (Life Is Sweet) (1990)
- Naked (Indefenso) (Naked) (1993)
- Secretos y mentiras (Secrets & Lies) (1996)
- Dos chicas de hoy (Career Girls) (1997)
- Topsy-Turvy (1999)
- Todo o nada (All or Nothing) (2002)
- El secreto de Vera Drake (Vera Drake) (2004)
- Happy-Go-Lucky (Happy-Go-Lucky) (2008)
- Another Year (Another Year) (2010)
- Mr. Turner (Mr. Turner) (2014)
- Peterloo (2019)
- Hard Truths (2024)

## Obras teatrales
- The Box Play (1965)
- My Parents Have Gone to Carlisle (1966)
- The Last Crusade of Five Little Nuns (1966)
- Individual Fruit Pies (1968)
- Glum Victoria and the Lad with Specs (1969)
- Bleak Moments (1970)
- A Rancid Pong (1971)
- Wholesome Glory (1973)
- The Jaws of Death (1973)
- Dick Whittington and his Cat (1973)
- Babies Grow Old (1974)
- The Silent Majority (1974)
- Abigail's Party (1977)
- Too Much of a Good Thing 1979 (Para BBC radio)
- Ecstasy (1979)
- Goose-Pimples (1981)
- Smelling a Rat (1988)
- Greek Tragedy (1989)
- It's a Great Big Shame! (1993)
- Two Thousand Years (2005)

## Premios y distinciones
Premios Óscar
| Año  | Categoría            | Película                 | Resultado |
| ---- | -------------------- | ------------------------ | --------- |
| 1997 | Mejor guion original | Secretos y mentiras      | Nominado  |
| 1997 | Mejor dirección      | Secretos y mentiras      | Nominado  |
| 2000 | Mejor guion original | Topsy-Turvy              | Nominado  |
| 2005 | Mejor director       | El secreto de Vera Drake | Nominado  |
| 2005 | Mejor guion original | El secreto de Vera Drake | Nominado  |
| 2009 | Mejor guion original | Happy-Go-Lucky           | Nominado  |
| 2011 | Mejor guion original | Another Year             | Nominado  |

BAFTA
| Año  | Categoría            | Película                 | Resultado |
| ---- | -------------------- | ------------------------ | --------- |
| 1999 | Mejor guion original | Topsy-Turvy              | Nominado  |
| 1996 | Mejor director       | Secretos y mentiras      | Nominado  |
| 1996 | Mejor guion original | Secretos y mentiras      | Ganador   |
| 2004 | Mejor director       | El secreto de Vera Drake | Ganador   |
| 2004 | Mejor guion original | El secreto de Vera Drake | Nominado  |

Festival Internacional de Cine de Cannes
| Año  | Categoría                             | Película            | Resultado |
| ---- | ------------------------------------- | ------------------- | --------- |
| 1993 | Mejor Director                        | Naked               | Ganador   |
| 1996 | Palma de Oro                          | Secretos y mentiras | Ganador   |
| 1996 | Premio de la Crítica                  | Secretos y mentiras | Ganador   |
| 1996 | Premio del Jurado Ecuménico           | Secretos y mentiras | Ganador   |
| 2010 | Mención especial del Jurado Ecuménico | Another Year        | Ganador   |

Festival Internacional de Cine de Venecia
| Año  | Categoría   | Película   | Resultado |
| ---- | ----------- | ---------- | --------- |
| 2004 | León de Oro | Vera Drake | Ganador   |